# Twinbrook (Metro de Washington)
Twinbrook es una estación en la línea Roja del Metro de Washington, administrada por la Autoridad de Tránsito del Área Metropolitana de Washington. La estación se encuentra localizada en 1600 Chapman Avenue en Rockville, Maryland. La estación Twinbrook fue inaugurada el 15 de diciembre de 1984. 

## Descripción
La estación Twinbrook cuenta con 1 plataforma central. La estación también cuenta con 1,097 de espacios de aparcamiento y 68 espacios para bicicletas con 26 casilleros.

## Conexiones
La estación cuenta con las siguientes conexiones de autobuses: 
- Rutas del MetroBus